# 遊言実行
『遊言実行』（ゆうげんじっこう）は、2020年3月11日にソニー・ミュージックレコーズから発売された、遊助の9枚目のオリジナルアルバム。

## 解説
8枚目のアルバム『あの・・こっから山場なんですケド。』から約2年ぶりのアルバムとなる。
2018年10月31日に発売の「俺と付き合ってください。」から2019年12月4日発売の「3分30秒のタイムカプセル」までのシングルが収録されている。
それまでの作品と同じく、遊助がアーティストと「遊turing」した楽曲が収録されている。

## 収録内容

### 初回生産限定盤A
CD
1. JACKPOT [3:48]
作詞：遊助、作曲・編曲：Ryo Watanabe
2. 千羽鶴 [4:51]
作詞：遊助、作曲：Takayuki Houdai、編曲：N.O.B.B
3. HERO宴 遊turing んだほ [3:26]
作詞：遊助、作曲：N.O.B.B・遊助、編曲：N.O.B.B・My-key
4. 俺達には明日があるんだ [4:28]
作詞：遊助、作曲・編曲：N.O.B.B
5. Pom Pom [3:13]
作詞：遊助、作曲・編曲：Daisuke“D.I”Imai
6. Why [3:21]
作詞：遊助、作曲・編曲：RINZO・L”s STORY
7. 砂時計 [4:43]
作詞：遊助、作曲：HINATAspring・遊助、編曲：HINATAspring
8. 場外HOMER 遊turing サイプレス上野 [3:04]
作詞：遊助・サイプレス上野、作曲・編曲：N.O.B.B
9. wind [3:15]
作詞：遊助、作曲：Satoh Kafu
10. 桜 遊turing MaRuRi (まるりとりゅうが) [3:54]
作詞：遊助、作曲・編曲：浦島健太・Furuppe
11. 俺と付き合ってください。 [4:35]	
作詞：遊助、作曲：木村有希・遊助、編曲：木村有希
12. 3分30秒のタイムカプセル [3:30]
作詞：遊助、作曲・編曲：Cube Juice

DVD
1. HERO宴 遊turing んだほ -Music Video-
2. -Documentary of 遊言実行-

### 初回生産限定盤B
CD
1. JACKPOT
2. 千羽鶴
3. HERO宴 遊turing んだほ
4. 俺達には明日があるんだ
5. Pom Pom
6. Why
7. 砂時計
8. 場外HOMER 遊turing サイプレス上野
9. wind
10. 桜 遊turing MaRuRi (まるりとりゅうが)
11. 俺と付き合ってください。
12. 3分30秒のタイムカプセル

DVD
1. 遊飯 Special in 北海道
2. Making of 北海道

### 通常盤
CD
1. JACKPOT
2. 千羽鶴
3. HERO宴 遊turing んだほ
4. 俺達には明日があるんだ
5. Pom Pom
6. Why
7. 砂時計
8. 場外HOMER 遊turing サイプレス上野
9. wind
10. 桜 遊turing MaRuRi (まるりとりゅうが)
11. 俺と付き合ってください。
12. 3分30秒のタイムカプセル
13. ありがと。 [4:05]
作詞：遊助、作曲・編曲：ヒロイズム